# Pectinodrilus molestus
Pectinodrilus molestus är en ringmaskart som först beskrevs av Erséus 1988.  Pectinodrilus molestus ingår i släktet Pectinodrilus och familjen glattmaskar. Inga underarter finns listade i Catalogue of Life.